# إيفلين بالمر
إيفلين بالمر (بالإنجليزية: Eve Palmer)‏ هي عالمة نبات جنوب أفريقية، ولدت في 20 فبراير 1916، وتوفيت في 1998.